# Положий, Борис Сергеевич
Борис Сергеевич Положий (род. 16 августа 1948, Томск) — советский и российский психиатр, доктор медицинских наук(1985), профессор (1986); заслуженный деятель науки Российской Федерации (2014), руководитель отделения Московского НИИ психиатрии — филиала ФГБУ «Национальный медицинский исследовательский центра психиатрии и наркологии имени В. П. Сербского» Минздрава России.

## Биография
Родился в 1948 г. в г. Томске в семье научных работников. В 1972 г. окончил лечебный факультет Томского медицинского института, после чего работал участковым врачом-психиатром, ординатором и заведующим отделением Томской областной психиатрической больницы. Будучи практическим врачом, защитил (1978) кандидатскую диссертацию «Пограничные нервно-психические расстройства у студентов (клинико-эпидемиологические и реабилитационные аспекты)»; в процессе её выполнения организовал на базе Томской городской межвузовской больницы первую в стране психопрофилактическую службу для студентов, функционирующую и в настоящее время. В 1980 г. участвовал в создании Сибирского филиала Института психиатрии АМН СССР (ныне — НИИ психического здоровья Томского национального исследовательского медицинского центра Российской академии наук), став первым сотрудником института, с 1981 г. работал и. о. директора и руководителем отдела профилактической психиатрии. В 1986—1993 гг. — заместитель директора по науке НИИ психического здоровья Томского научного центра АМН СССР. С 1993 по 2017 гг. возглавлял отдел экологических и социальных проблем психического здоровья Государственного научного центра социальной и судебной психиатрии имени В. П. Сербского (ныне — ФГБУ «Национальный медицинский исследовательский центр психиатрии и наркологии имени В. П. Сербского» Минздрава России). Одновременно с 1993 по 2017 гг. — профессор кафедры социальной и судебной психиатрии Института профессионального образования Первого Московского государственного медицинского университета им. И. М. Сеченова. С 2017 г. — руководитель отделения клинической и профилактической суицидологии Московского НИИ психиатрии — филиала «Национального медицинского исследовательского центра психиатрии и наркологии имени В. П. Сербского» Минздрава России.

### Семья
Отец — Сергей Васильевич Положий (1912, Российская империя, Кушка — 1988), кандидат технических наук, доцент Томского политехнического института; участник Великой Отечественной войны, кавалер многих орденов и медалей, в том числе ордена Красного Знамени и ордена Александра Невского.
Мать — Антонина Васильевна Положий (девичья фамилия Тетерская; 1917, Томск — 2003), ботаник, доктор биологических наук, профессор Томского государственного университета, Заслуженный деятель науки РСФСР.
Жена — Елена Анатольевна Положий (девичья фамилия Семёнова; р. 1949, Лейпциг), радиобиолог, кандидат биологических наук; работала в Томском государственном университете; живёт в Москве.
- дочь — Злата Борисовна Положая (р. 1970, Томск), психотерапевт, кандидат медицинских наук, живёт и работает в Москве.

## Научная деятельность
Основные направления исследований — социальная психиатрия, этнокультуральная психиатрия, клиническая суицидология.
Одним из первых выполнил клинико-эпидемиологические исследования психического здоровья студентов, а также работников различных отраслей промышленности (приборостроительной, газовой, металлургической, угольной, и др.). Создал дифференцированные программы охраны психического здоровья работающих, формы и методы психопрофилактики на промышленном производстве.
Разработал модель службы охраны психического здоровья для работников промышленности. Исследовал психические расстройств у представителей ряда этнических групп и регионов России (республики Коми, Удмуртия, Тыва, Бурятия, Чувашия; Хабаровский край, и др.), что позволило улучшить психиатрическую помощь и внести вклад в повышение уровня психического здоровья населения.
Разработал оригинальную концепцию суицидального поведения, методы дифференцированной профилактики самоубийств, а также создал региональные программы оптимизации суицидологической помощи с учётом социально-экономического состояния регионов и этнокультурального состава проживающего в них населения. О высокой международной оценке суицидологических исследований Б. С. Положего свидетельствует утверждение его руководителем исследования под эгидой Европейского бюро Всемирной организации здравоохранения «Суицидальная ситуация в России и новых независимых государствах Центральной Азии».
Инициатор и один из организаторов Национальных конгрессов по социальной психиатрии и наркологии. Первый конгресс состоялся в 2004 г. в 2021 г. — 8-й.
В 1978 г. защитил кандидатскую, в 1985 — докторскую диссертацию. Подготовил 6 докторов и 30 кандидатов наук. Автор более 400 научных работ, в том числе 19 монографий и руководств. 
Член Президиума Правления и сопредседатель секции «Суицидология» Российского общества психиатров, заместитель председателя Диссертационного совета при «Национальном медицинском исследовательском центре психиатрии и наркологии имени В. П. Сербского» Минздрава РФ, руководитель темы Сотрудничающего Центра ВОЗ «Суицидальная ситуация в России и новых независимых государствах Центральной Азии (Казахстан, Узбекистан, Кыргызстан, Таджикистан)», член секции суицидологии и профилактики суицидов Европейской психиатрической ассоциации (EPA), член Всемирной ассоциации динамической психиатрии (WADP), научный координатор программы совместных научных исследований «НМИЦ психиатрии и наркологии имени В. П. Сербского» с Германской академией психоанализа и клиникой динамической психиатрии и психотерапии «Ментершвайге» (Мюнхен, Германия), член редакционных коллегий «Российского психиатрического журнала», журналов «Суицидология», «Психическое здоровье» и ряда других отечественных и зарубежных профессиональных изданий.

### Избранные труды
Источник — электронные каталоги РНБ Архивная копия от 22 января 2010 на Wayback Machine
- Дмитриева Т. Б., Положий Б. С. Этнокультуральная психиатрия. — М.: Медицина, 2003. — 447 с.
- Красик Е. Д., Положий Б. С., Крюков Е. А. Нервно-психические заболевания студентов. — Томск: Изд-во ТГУ, 1982. — 115 с.
- Положий Б. С. Клиническая суицидология. Этнокультуральные подходы. — М.: РИО ФГУ «ГНЦ ССП им. В. П. Сербского», 2006. — 207 С.
- Красик Е. Д., Положий Б. С., Крюков Е. А. Нервно-психические заболевания студентов. — Томск: Изд-во ТГУ, 1982. — 115 с.
- Положий Б. С. Эпидемиология, клиника и профилактика нервно-психических расстройств у работников промышленности : Автореф. дис. … д-ра мед. наук. — М., 1985. — 36 с.
- Руководство по социальной психиатрии / Под ред. Т. Б. Дмитриевой; редактор-составитель Б. С. Положий. — М.: Медицина, 2001. — 560 с.
- Дмитриева Т. Б., Положий Б. С. Этнокультуральная психиатрия. — М.: Медицина, 2003. — 447 с.
- Положий Б. С. Клиническая суицидология. Этнокультуральные подходы. — М.: РИО ФГУ «ГНЦ ССП им. В. П. Сербского», 2006. — 207 С.
- Современные методы профилактики психических расстройств у работников промышленных предприятий . Пособие для врачей / [сост. под рук. Б. С. Положего]. — Москва : ФГУ «ГНЦ ССП Росздрава», 2008. — 52 с.
- Руководство по социальной психиатрии / Под ред. Т. Б. Дмитриевой, Б. С. Положего. — 2-е изд. — М.: ООО «Медицинское информационное агентство», 2009. — 544 с.
- Положий Б. С. Суицидальное поведение (клинико-эпидемиологические и этнокультуральные аспекты). — М.: РИО «ФГУ ГНЦ ССП им. В. П. Сербского», 2010. — 232 с.
- Положий Б. С., Васильев В. В. Суицидальное поведение женщин. — LAP LAMBERT Academic Publishing, 2012. — 325 с.
- Суициды в России и Европе / Под ред. Б. С. Положего. — М.: ООО "Издательство «Медицинское информационное агентство», 2016. — 212 с.:ил.
- Психическое здоровье и общество // Психиатрия: национальное руководство / гл. ред.: Ю. А. Александровский, Н. Г. Незнанов. — 2-е изд.. перераб. и доп. — М.: ГЭОТАР-Медиа, 2018. — 1008 с.: ил.
- Национальное руководство по суицидологии / Под ред. Б. С. Положего — Москва; ООО «Медицинское информационное агентство», 2019. — 600 с.: с ил.

## Общественная деятельность
Был одним из организаторов и президентом известного в стране клуба-студии «КОМУ» Томского Дома учёных, участвуя в нём в качестве музыканта и актёра (1973—1985). Регулярно выступает на различных каналах телевидения, в Интернете, на радио, в прессе; удостоен памятного знака программы «Культурная революция» телеканала «Культура». В 2017 г. был приглашенным спикером и докладчиком научно-образовательной программы «Психическое здоровье» XIX Всемирного фестиваля молодежи и студентов в Сочи.
В 2006 г. по инициативе Б. С. Положего Учёным советом Томского государственного университета была учреждена ежегодная Премия имени Заслуженного деятеля науки РСФСР, профессора А. В. Положий (матери Б. С. Положего) для научной молодёжи ТГУ за лучшую научную работу в области ботаники с вручением специального Диплома и обеспечиваемого семьей Б. С. Положего материального вознаграждения.

## Награды и признание
- Знак ВЦСПС «За достижения в самодеятельном искусстве» (1980)
- Почётная грамота Министерства здравоохранения и социального развития РФ (2006)
- Премия имени В. М. Бехтерева РАМН за лучшую научную работу в области неврологии и психиатрии — монографию «Этнокультуральная психиатрия» (2007)
- Почётный член Германской академии психоанализа (2008)
- Заслуженный деятель науки Российской Федерации (2014)